# Pentarrhinum gonoloboides
Pentarrhinum gonoloboides är en oleanderväxtart som först beskrevs av Rudolf Schlechter 1913, och fick sitt nu gällande namn av Sigrid Liede 1997. Pentarrhinum gonoloboides ingår i släktet Pentarrhinum och familjen oleanderväxter. Inga underarter finns listade i Catalogue of Life.